# NGC 1321
NGC 1321 è una piccola galassia lenticolare situata nella costellazione dell'Eridano, a una distanza di circa 122 milioni di anni luce dalla nostra Via Lattea.

## Scoperta
La galassia è stata scoperta il 20 settembre 1784 dall'astronomo britannico di origine tedesca William Herschel.

## Descrizione
Non c'è univocità nella classificazione di questa galassia. Per NASA/IPAC Extragalactic Database è ellittica, per SED e HyperLeda è a spirale, anche se nelle immagini riprese dall'indagine Digitized Sky Survey non c'è alcuna evidenza di questo tipo di struttura.
NGC 1321 ha un nucleo luminoso nel dominio dell'ultravioletto. È iscritta nel catalogo di Markarian con il codice Mrk 608 (MK 608).